# Philautus kakipanjang
Espèce
Philautus kakipanjang est une espèce d'amphibiens de la famille des Rhacophoridae.

## Répartition
Cette espèce est endémique de l'Ouest du Sarawak en Malaisie orientale sur l'île de Bornéo. Elle se rencontre dans le parc national du Kubah.

## Publication originale
- Dehling & Dehling, 2013 : A new montane species of Philautus (Amphibia: Anura: Rhacophoridae) from western Sarawak, Malaysia, Borneo. Zootaxa, no 3686, p. 277-288.